# Jules Dassin
Julius "Jules" Dassin, född 18 december 1911 i Middletown, Connecticut, död 31 mars 2008 i Aten, Grekland, var en amerikansk filmregissör och skådespelare.
Dassin verkade först i Hollywood men svartlistades under McCarthy-eran och var därefter mestadels verksam i Frankrike. Hans mest kända filmer är Topkapi (1964), Aldrig på en söndag (1960) och Rififi (1955).
År 1966-1994 var han gift med den grekiska skådespelaren Melina Mercouri.

## Filmografi

### Som regissör
- 1942 – Det hände i Paris
- 1944 – Spöket på Canterville
- 1947 – Med våldets rätt
- 1948 – Storstad
- 1949 – Tjuvarnas marknad
- 1950 – Natten och staden
- 1955 – Rififi
- 1957 – Han som måste dö
- 1960 – Aldrig på en söndag
- 1962 – Phaedra
- 1964 – Topkapi
- 1970 – Promise at Dawn (franska: La Promesse de l'aube)
- 1980 – Circle of Two

### Som skådespelare
- 1960 – Aldrig på en söndag
- 1962 – Phaedra